# TT106
TT106 (Theban Tomb 106) è la sigla che identifica una delle Tombe dei Nobili ubicate nell’area della cosiddetta Necropoli Tebana, sulla sponda occidentale del Nilo dinanzi alla città di Luxor, in Egitto. Destinata a sepolture di nobili e funzionari connessi alle case regnanti, specie del Nuovo Regno, l'area venne sfruttata, come necropoli, fin dall'Antico Regno e, successivamente, sino al periodo Saitico (con la XXVI dinastia) e Tolemaico.

## Titolare
TT106 era la tomba di:
| Titolare | Titolo                                 | Necropoli           | Dinastia/Periodo                   | Note                             |
| -------- | -------------------------------------- | ------------------- | ---------------------------------- | -------------------------------- |
| Paser    | Governatore della Città (Tebe) e visir | Sheikh Abd el-Qurna | XIX dinastia (Sethy I - Ramses II) | a ovest, all'estremità dell'area |

## Biografia
Nebneteru (detto Theri), Capo dei Profeti di Amon, fu il padre di Paser; Merytra, Capo dell'harem di Amon, fu sua madre, e Tiy, a sua volta capo dell'harem del dio Amon, fu sua moglie. Taty, Capo delle stalle reali, fu suo figlio.

## La tomba
La sepoltura si presenta particolarmente complessa, sia sotto il profilo architettonico che decorativo; planimetricamente si rifà, sebbene in dimensioni maggiori, alla struttura tipica del periodo, a "T" rovesciata, con ingresso che si apre in un cortile che ospita anche l'ingresso alla TT105. Nel cortile (da lettera "a" a lettera "i" in planimetria) si aprono nove nicchie che ospitano sei statue del defunto e tre di Osiride (lettere "d", "e", "f"). In una stele (1 e 2 in planimetria), il defunto inginocchiato adora, unitamente ai propri genitori, Ra-Horakhti e Maat; in altro registro della stessa stele, il defunto e la madre adorano Iside e Osiride mentre alcuni preti officiano dinanzi alle mummie dei genitori e purificano le mummie della madre e del titolare della tomba. Su un'altra stele (3), un lungo inno di adorazione a Ra con il defunto inginocchiato e doppia scena di purificazione di una nicchia contenente statue e vasi canopi.
Un corridoio, sulle cui pareti (4) il defunto è rappresentato nell'atto di adorare Ra-Horakhti, la dea dell'Occidente (Hathor), Anubi e Osiride, e sono presenti i cartigli del faraone Sethy I, dà accesso ad una vasta sala trasversale con soffitto sorretto da otto pilastri:
- A: in due registri sovrapposti, il defunto presentato a Osiride da Horus; il defunto in adorazione di Hathor e preti che celebrano riti sulla mummia;
- B: in due registri sovrapposti, il defunto dinanzi a Sethy I e inni dedicati al faraone; il defunto adora Iside e Osiride; il defunto offre libagioni al faraone Amenhotep I e alla di lui madre, la regina Ahmose Nefertari;
- C: in due registri sovrapposti, il defunto in offertorio ad Anubi; il defunto adora il pilastro Djed in presenza di Iside e Upuaut; preti offrono libagioni al defunto e alla madre; il defunto offre a sua volta libagioni a Ra-Horakhti e Maat e il figlio Taty, Capo delle stalle, offre libagioni al defunto;
- D: in due registri sovrapposti, il defunto adora Osiride e Maat; i genitori con un inno a Osiride e i resti di dipinti del defunto con la madre; un fratello (?) del defunto gli offre libagioni; su due registri il defunto in offertorio a Ra e mentre lascia la tomba per la Festa della Valle;
- E: in due registri sovrapposti, il defunto adora Ra-Horakhti e il defunto e la madre adorano Osiride, Maat e Monthu; inno a Sethy I;
- F: testi dal Libro dei Morti, nonché rappresentazione di piramide con Anubi che si prende cura del Ba del defunto; su due registri, un uomo in offertorio al defunto seduto, un arpista e un cantante;
- G: inno a Ramses II; il defunto e la madre adorano Osiride e Iside; il defunto e la madre (?) in offertorio; il defunto purifica la mummia del padre; il defunto e suoi aiutanti verificano i lavori della sua tomba;
- H: in due registri sovrapposti, il defunto nelle vesti di prete, offre incenso e libagioni alla dea Mertseger dalla testa leonina; testi purificatori in onore di Ramses II; il defunto abbraccia la madre.

Sulle pareti (5) il defunto ricompensato da Sethy I e acclamato da cortigiani alla presenza di Maat; in due registri sovrapposti (6), il defunto approva una statua di Sethy I, mentre alcuni carpentieri svolgono la loro attività, e poi, coadiuvato dai suoi assistenti, ispeziona i pesi dinanzi al Custode della Casa dell'Oro in presenza di scultori, costruttori di vasi e di sfingi, e orafi. Su un pilastro (7) il defunto e suoi assistenti; poco oltre (8) resti di testo relativi all'attività di visir e scena di processo. Un prete "sem" (9) in offertorio al defunto e su due registri sovrapposti (10) brani dal Libro delle Porte, babbuini che adorano la barca di Atum su cui viaggia Sethy I, il defunto e i suoi genitori che adorano Osiride in presenza di musicisti e cantanti. In una scena (11) il defunto e i suoi aiutanti "escono per vedere Osiride" e poco oltre (12), su due registri, i resti di scene di adorazione di divinità.
Sei nicchie (da "j" a "o") ospitano statue del defunto e del figlio in offertorio ai parenti.
Un corridoio, sulle cui pareti (13) è rappresentato il defunto seduto, dà accesso a una sala perpendicolare alla precedente, con soffitto sorretto da sei pilastri di cui solo due decorati:
- L: resti di dipinto rappresentante un prete dinanzi al defunto; il defunto che adora Amon-Ra; una donna con sistro;
- M: il defunto offre libagioni e incenso alla barca di Ra-Sokar (?);

Da questa tomba provengono, molto probabilmente, alcuni mattoni recanti i titoli del defunto, oggi al Museo Egizio di Firenze (cat. 2641)..

### Annotazioni
1. ↑  La numerazione dei locali e delle pareti segue quella di Porter e Moss 1927, pp. 219-224.
2. ↑  La prima numerazione delle tombe, dalla numero 1 alla 253, risale al 1913 con l’edizione del "Topographical Catalogue of the Private Tombs of Thebes" di Alan Gardiner e Arthur Weigall. Le tombe erano numerate in ordine di scoperta e non geografico; ugualmente in ordine cronologico di scoperta sono le tombe dalla 253 in poi.
3. ↑  I campi della Duat, ovvero l'aldilà egizio, si trovavano, secondo le credenze, proprio sulla riva occidentale del grande fiume.
4. ↑  Nella sua epoca di utilizzo, l'area era nota come "Quella di fronte al suo Signore" (con riferimento alla riva orientale, dove si trovavano le strutture dei Palazzi di residenza dei re e i templi dei principali dei) o, più semplicemente, "Occidente di Tebe".
5. ↑  le Tombe dei Nobili, benché raggruppate in un'unica area, sono di fatto distribuite su più necropoli distinte.
6. ↑  Le note, sovente di inquadramento topografico della tomba, sono tratte dal "Topographical Catalogue" di Gardiner e Weigall, ed. 1913 e fanno perciò riferimento alla situazione dell'epoca.
7. ↑  Il "sem" era il prete, o l'erede, cui competeva la cerimonia di apertura della bocca per consentire al defunto di vivere pienamente della Duat.

### Fonti
1. ↑  Gardiner e Weigall 1913.
2. ↑  Donadoni 1999,  p. 115.
3. ↑  Gardiner e Weigall 1913, p. 26.
4. ↑  Gardiner e Weigall 1913, pp. 26-27.
5. ↑  Porter e Moss 1927,  p. 219.
6. ↑  Porter e Moss 1927,  pp. 219-224.